# Escuela Británica de Atenas
La Escuela Británica de Atenas o British School at Athens (BSA) (en griego: Βρετανική Σχολή Αθηνών)) es una de las diecisiete instituciones de arqueología extranjeras presentes en Atenas (Grecia).

## Información general
La escuela fue fundada en 1886 como la cuarta institución de este tipo en Atenas. Durante la mayor parte de su existencia se ha centrado en facilitar la investigación británica en estudios clásicos y arqueología, pero en los últimos años ha ampliado su área de atención a los estudios sobre Grecia en general. Por ejemplo, ha hecho contribuciones notables en los campos de la epigrafía y la historia moderna de Grecia.
Sus actividades incluyen programas de conferencias, becas, cursos en Atenas para graduados y profesores, así como excavaciones.
Sus instalaciones incluyen una de las bibliotecas más importantes de arqueología clásica de Grecia (unos 60,000 volúmenes), y el Laboratorio Fitch, el laboratorio de arqueometría más antiguo de Grecia. La BSA también tiene una extensión en Cnoso (Creta).

## Excavaciones

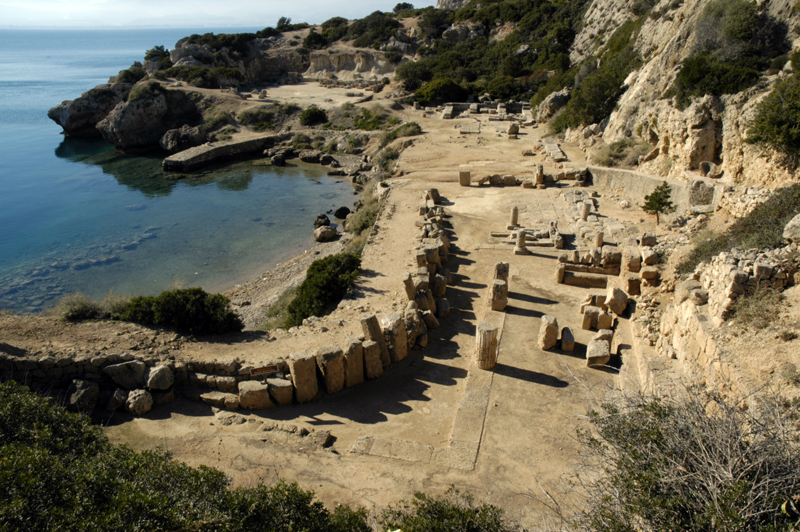
El Hereo de Peracora, excavado por la Escuela Británica de Atenas durante la década de 1930.

Durante su larga historia la Escuela Británica de Atenas ha participado en multitud de proyectos arqueológicos, incluyendo prospecciones arqueológicas en Laconia, Beocia, Metana (Argólide), y las islas de Ítaca, Cea, Milo, Citera, Quíos y Creta (Ayofarango, Ayos Vasilios, Cnoso, Praisos) y excavaciones en Nea Nikomedia, Sitagri, Servia y Ásiros (Macedonia), Lefkandi (Eubea), Emporió y Kato Fana (Quíos), Peracora (Corinto), Micenas (Argólide), Esparta (Laconia), Filakopi (Milo), Ceros (Cícladas), así como en Creta en Cnoso, Karfi, Praso, Debla, Cueva Trapeza, Atsipades Korakias, Psijró, Mirtos, Petsofas y Palekastro.